# 물옥잠과
물옥잠과(-玉簪科, 학명: Pontederiaceae 폰테데리아케아이[*])는 닭의장풀목의 과이다.
대부분 열대 지방에 분포하며, 세계적으로 2속의 약 41종이 알려져 있는데, 한국에는 물옥잠·물달개비의 2종이 분포하고 있다.
이 과의 식물은 모두 민물에 살며, 곧게 뻗거나 또는 물 위에 뜬다. 줄기는 짧고 가지로 나누어지지 않으며, 잎자루는 스폰지 모양으로 부풀어 있어서 물 위에 잘 뜬다. 꽃차례는 잎집에 둘러싸여 있다. 꽃은 양성화로 다소 좌우대칭이고 안팎에 각각 3개씩의 꽃덮이조각이 있으며, 수술은 보통 3-6개로 그 길이가 약간 다른데 종류에 따라서는 1개인 것도 있다. 암술은 1개이며, 씨방은 상위로 3개의 방을 가진다. 열매는 삭과이며 3부분으로 나뉘어 있다.

## 하위 분류
- 물옥잠속(Pontederia L.)
- 헤테란테라속(Heteranthera Ruiz & Pav.)